# 81e régiment d'artillerie
Pour les articles homonymes, voir 81e régiment.
Le 81e régiment d'artillerie est une unité de l'Armée de terre française, qui a existé pendant la Première Guerre mondiale comme régiment d'artillerie lourde à tracteurs et pendant la Seconde Guerre mondiale comme régiment d'artillerie divisionnaire.
Créé fin 1915 à partir du 4e régiment d'artillerie lourde, le 81e régiment d'artillerie lourde à tracteurs (81e RALT) regroupe de nombreuses sous-unités qui combattent de manière séparée : canons et obusiers tractés et même automitrailleuses et les premiers chars d'assaut. Il prend le nom de 181e régiment d'artillerie lors de la réorganisation de 1923-1924.
Le 81e régiment d'artillerie nord-africaine (81e RANA) est créé en mars 1940. Régiment d'artillerie de la l'artillerie de la 7e division d'infanterie nord-africaine pendant la bataille de France, il est dissous en août 1940.

## Création et différentes dénominations
- 1er octobre 1915 : création du 81e régiment d'artillerie lourde (81e RAL), ou 81e régiment d'artillerie lourde à tracteurs (81e RALT)
- 1er janvier 1924 : devient le 181e régiment d'artillerie
- 15 mars 1940 : formation du 81e régiment d'artillerie nord-africaine (81e RANA)
- août 1940 : dissous

## Historique des garnisons, campagnes et batailles

### Première Guerre mondiale
Le régiment est formé le 1er octobre 1915.

### Entre-deux-guerres
En 1920, le régiment est en garnison à Metz. Servant ensuite à l'armée du Rhin (en Allemagne occupée), il devient le 181e régiment d'artillerie le 1er janvier 1924.

### Seconde Guerre mondiale
Le 81e régiment d'artillerie nord-africaine (81e RANA) est créé à Marguerittes le 15 mars 1940 par le centre mobilisateur d'artillerie 15 de Nîmes. Il est destiné à rejoindre l'artillerie divisionnaire de la 84e division d'infanterie d'Afrique mais il constitue, avec son régiment jumelé le 281e régiment d'artillerie lourde, l'artillerie de la nouvelle 7e division d'infanterie nord-africaine.
Engagée fin mai sur le front de la Somme, la 7e DINA doit reculer début juin. Seuls des débris parviennent à reculer vers le sud (la division ne compte plus que six pièces de 75 le 12 juin).
Le 81e RANA est finalement dissous en août 1940.

## Traditions

### Citations
Le régiment tout entier est cité à l'ordre de l'armée le 22 novembre 1918.
Le 1er groupe, le 3e groupe, le groupe C ou 4e groupe et le groupe D reçoivent l'autorisation du port de la fourragère aux couleurs de la croix de guerre par un ordre ultérieur.

### Étendard
L'étendard du régiment ne porte aucune inscription.

## Personnalités ayant servi au81eRALet au81eRANA
- Édouard Sené, journaliste anarchiste, est rattaché au 81e RAL de mars à juillet 1916 (il sert dans un groupe d'automitrailleuses),
- les militaires de l'artillerie spéciale sont rattachés au d'octobre 1916 à mars 1918, dont :
  - Louis-Marie Bossut, tué lors de la première attaque des chars français le 16 avril 1917,
  - Georges Boucheron, futur député,
  - Emmanuel de Thonel d'Orgeix, résistant fusillé en 1944[8].
- Joseph Kessel, écrivain et résistant, s'engage au 81e RAL en décembre 1916[9],

- Marcel Abraham, poète et résistant, rejoint le 81e RAL en avril 1917[10].